# メチルエクゴニン
メチルエクゴニン（Methylecgonine）は、エクゴニンが持つカルボキシ基に、メタノールが脱水縮合してできたエステル化合物である。CAS登録番号は7143-09-1。

## 構造
メチルエクゴニンの化学式はC10H17NO3であり、モル質量は199.25 (g/mol)である

。
構造中にトロパン骨格を持っている。

## 誘導体
メチルエクゴニンの持つ水酸基に、安息香酸の持つカルボキシ基を脱水縮合させた化合物が、コカインである。また、メチルエクゴニンの持つ水酸基に、桂皮酸（3-フェニル-2-プロペン酸）の持つカルボキシ基を化合物が、シンナモイルコカインである。